# Salomonöarnas flagga
Salomonöarnas flagga består av ett grönt och ett ljusblått fält som separeras av ett smalt gult band från nedre vänstra hörnet till övre högra. I det ljusblåa fältet finns fem vita stjärnor. Flaggan antogs den 18 november 1977 och har proportionerna 1:2.

## Symbolik
De fem stjärnorna symboliserar de fem största ögrupperna inom Salomonöarna, eller enligt en annan tolkning de fem administrativa distrikt som Salomonöarna bestod av vid självständigheten. Färgerna står för havet, jorden och solen.

## Övriga flaggor
Salomonöarnas handelsflagga är röd och har nationsflaggan i kantonen. Örlogsflaggan, som används av landets polisstyrkor, är vit med ett rött kors och nationsflaggan i kantonen. Handels- och örlogsflaggorna anknyter därmed till de brittiska motsvarigheterna, vilket påminner om Salomonöarnas förflutna som brittisk koloni.